# Scuderia AlphaTauri
Scuderia AlphaTauri, o simplement AlphaTauri, va ser un equip i constructor italià de carreres de Fórmula 1 que va competir del 2020 al 2023. Era un dels dos constructors de Fórmula 1 propietat del conglomerat austríac Red Bull GmbH, l'altre era Red Bull Racing. El constructor va passar a cridar-se per al Campionat Mundial de Fórmula 1 de 2020 de Toro Rosso a AlphaTauri per tal de promocionar la marca de moda AlphaTauri de Red Bull. Segons Franz Tost i Helmut Marko, el canvi de nom a Scuderia AlphaTauri també va reconèixer que havia fet la transició de l'equip junior de Red Bull Racing al seu equip germà. Al llarg de la seva història, l'equip només ha aconseguit una victòria i dos podis, tots anotats per Pierre Gasly, guanyant el Gran Premi d'Itàlia de 2020 i quedant tercer al Gran Premi d'Azerbaidjan de 2021. L' equip va passar a anomenar- se RB el 2024.

## Història

### Orígens de l'equip
Els orígens de l'equip es remunten a Minardi, quan Giancarlo Minardi va fundar la seva escuderia en 1985, on va concórrer a la categoria fins al 2005, disputant 345 grans premis.

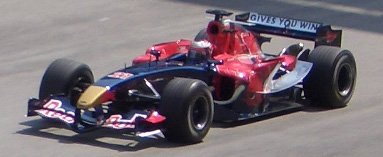
STR01, primer cotxe de la predecessora Toro Rosso (2006).

L'escuderia es va vendre a la companyia de begudes Red Bull en 2005, com a equip nou i la seva nova denominació com Scuderia Toro Rosso per a la temporada 2006. En 2019, després de 14 temporades, la escuderia va sol·licitar el canvi de nom a partir de 2020, l'equip es dirà "Scuderia AlphaTauri" per promocionar la marca de moda AlphaTauri. La sol·licitud va ser aprovada per la FIA i confirmada el nomenament en desembre de 2019, finalitzant un cicle de 268 grans premis, 1 victòria, 1 pole i 3 podis.
L'escuderia va ser la tercera constructora per promocionar la marca de moda a la Fórmula 1, així com Benetton i Andrea Moda.

### AlphaTauri amb Honda (2020-2021)

#### 2020: Debut i victòria a Monza

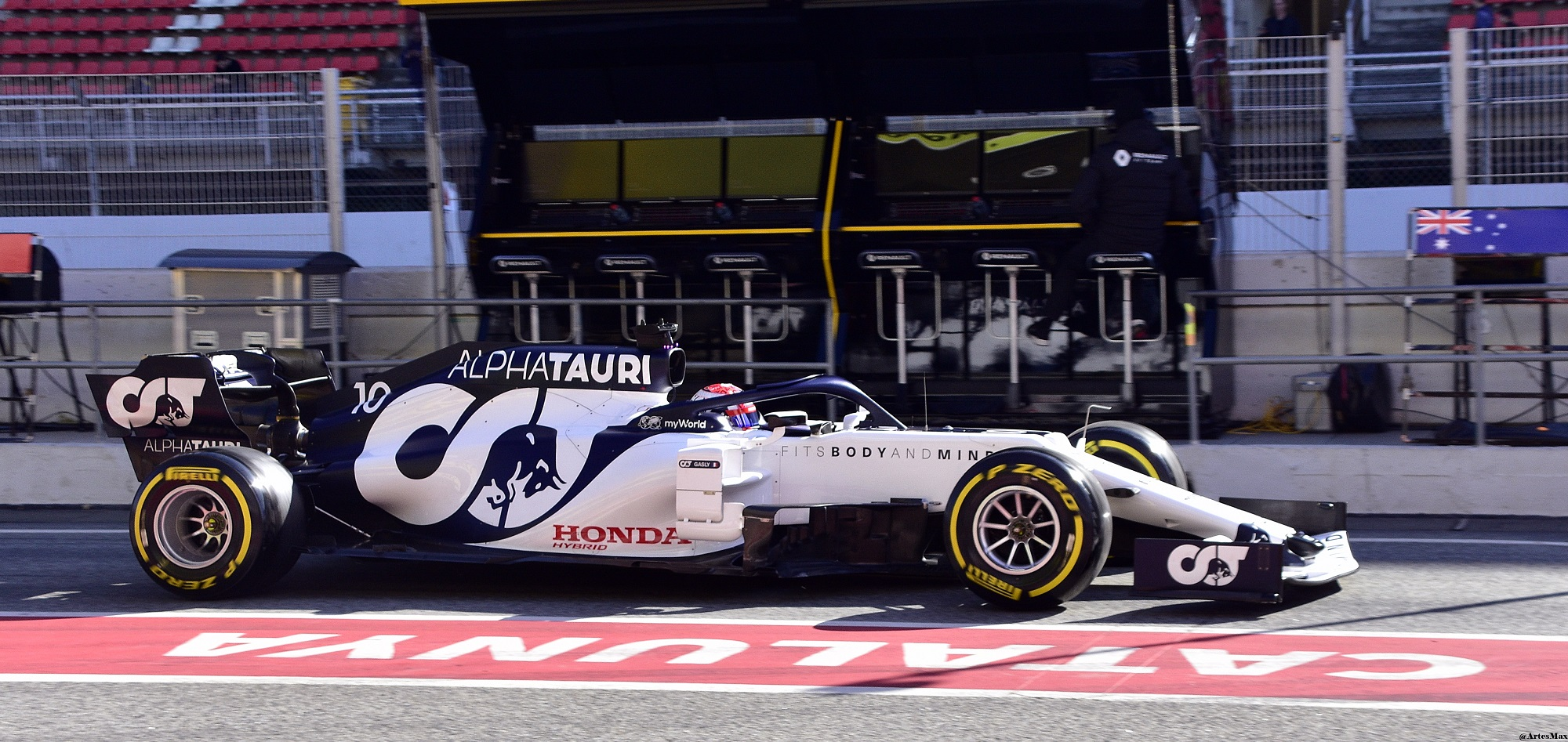
Pierre Gasly conduint el AT01 en proves de pretemporada a Montmeló.

El 12 de novembre de 2019, a la setmana del GP del Brasil, a fins llavors Toro Rosso va anunciar que els pilots Pierre Gasly i Daniïl Kviat seran mantinguts per a la temporada 2020 a l'equip italià sota el nou nom. La nova identitat de l'equip i del cotxe es va presentar el 14 de febrer de 2020, amb les colors del cotxe blanc i blau fosc. En seu debut, a Àustria, els pilots Gasly i Kviat van finalitzar en 7è i 12è, amb el francès marcant els primers punts de la escuderia. Els pilots anotaven regularment els seus punts fins que arriba el GP d'Itàlia, quan Pierre Gasly va largar en 10è i degut a diverses entrades del cotxe de seguretat i la bandera vermella en la cursa, el francès llarga en primer lloc, mantenint la seva posició fins al final, guanyant finalment la carrera i donant a l'equip el primer podi i victòria, trencant diversos tabús a la fórmula 1, encara tenia el quart lloc de Kviat a Ímola, millor resultat del rus en l'any. La escuderia va finalitzar la temporada en 7è lloc, amb 75 per Gasly i 32 per Kviat.

#### 2021: Millor puntuació de l'equip

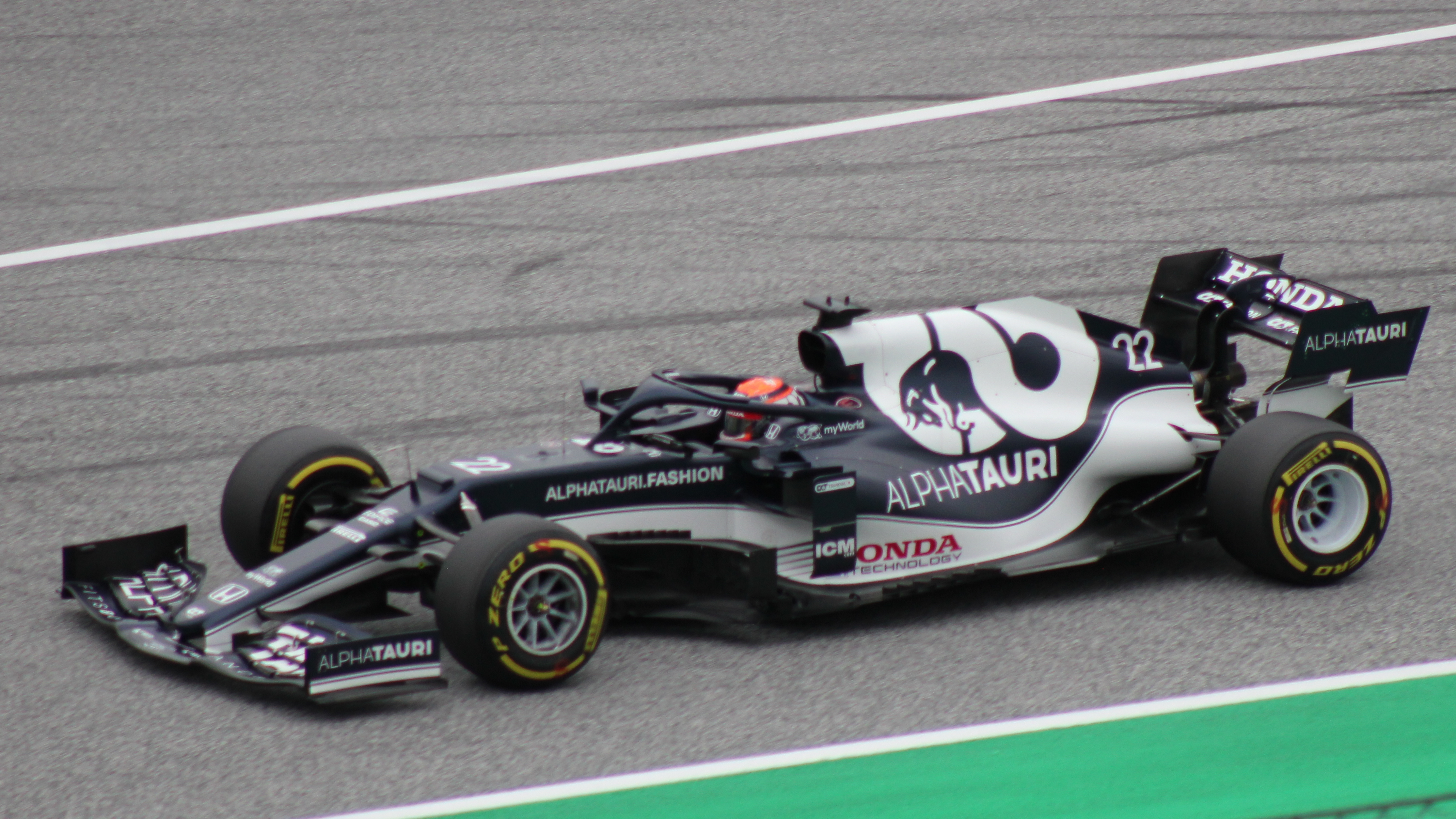
Tsunoda amb l'AT02 a Àustria'21.

En octubre de 2020, l'escuderia va anunciar que Gasly continuarà i en desembre, també va anunciar que el pilot japonès Yuki Tsunoda substituirà Daniil Kvyat per a la temporada 2021. En Bahrain, el pilot japonès debut en la categoria, acabant en novè, aconseguint els seus primers 2 punts. Els pilots han obtingut resultats raonables durant la primera meitat del campionat, amb un gran destac al GP d’Azerbaidjan, a causa de l’abandonament del líder de carrera Max Verstappen i de l'error de Hamilton a la rellargada, els pilots finalitzen a la zona de puntuació, principalment Gasly, que va al podi després d’acabar en tercera posició, i Tsunoda, que finalitzà en 7é, voltant a marcar punts després de 4 curses. A Hongria, Gasly finalitza en 5è i marca la volta més ràpida, la primera de l'escuderia.
A la segona meitat de la temporada, el francès va mantenir els seus bons resultats, obtenint dos quarts llocs a Holanda i Mèxic, mentre que Tsunoda pontueix a Austin i Abu Dhabi, on va quedar quart, aconseguint el millor resultat de la seva carrera fins al moment. El destac negatiu va ser al GP d'Itàlia, on els dos cotxes van tenir problemes abans de començar: Yuki no va arrencar per problemes amb els frens i Gasly va abandonar després de 3 voltes. Al final de la temporada, l'AlphaTauri acaba en sisena posició amb 142 punts, amb Gasly tenint 110 i Tsunoda, amb 32, obtenint així la millor puntuació de l'equip en una temporada de Fórmula 1.

### AlphaTauri amb RBPT-Honda (2022-2023)

#### 2022: Motor rebrandat i sortida de Gasly

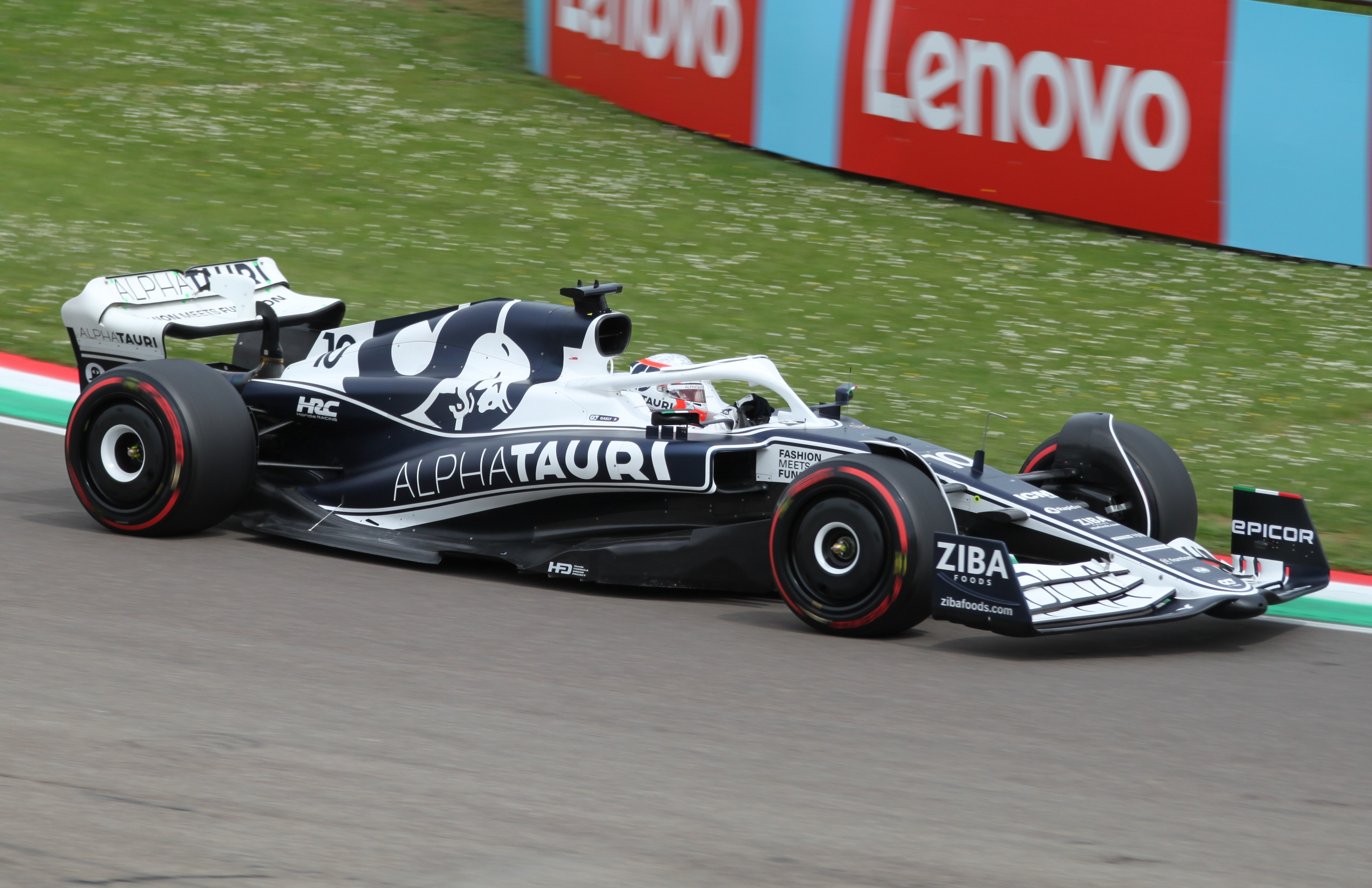
El AT03 sent conduït per Gasly al GP d'Emília-Romanya del 2022.

Al 7 de setembre, a la vigília del GP d'Itàlia, l'AlphaTauri confirma que els dos pilots es mantindran en 2022 a la escuderia italiana. El canvi en l'equip es deu al nou reglament tècnic de la categoria principalment al nom de motors. L'escuderia seguirà utilitzant motors Honda, però rebatejarà Red Bull Powertrains, ja que Red Bull va signar un acord amb el fabricant japonès per fer-se càrrec i pressupostar el desenvolupament del seu motor, després que Honda anunciés la seva sortida de la categoria el 2021. Al Bahrain, la temporada va començar amb Tsunoda en vuitè lloc, i Gasly es va retirar perquè el motor del seu cotxe es va incendiar. En les vuit primeres curses, amb l'excepció de dues curses, l'equip manté el ritme de punts amb el cinquè lloc de Gasly a l'Azerbaidjan i el P7 de Tsunoda a Imola com a millors resultats, però a partir del GP del Canadà passa cinc curses sense anotar punts, mostrant la baixada del rendiment de l'equip després de tres anys excel·lents, i generant insatisfacció en els dos pilots.
A la segona meitat de la temporada, l'equip va arribar al Top-10 en quatre curses, però va estar marcat per les 3 retirades de Tsunoda i la insatisfacció de Gasly al GP del Japó amb l'organització del GP per mesures de seguretat. Al final de la temporada 2022, l'AlphaTauri finalitza en 9è lloc, amb 35 punts, tenint una acentuada caiguda de rendiment i dels punts en respecte a la temporada anterior. El 7 d'octubre, fins i tot amb contracte per al 2023, es confirma la marxa de Pierre Gasly que aquest any correrà per Alpine, finalitzant la seva segona etapa a l'equip de Faenza amb 70 grans premis, 1 victòria i tres podis.

#### 2023: Darrera temporada amb aquest nom
El 22 de setembre, l'escuderia confirma que Tsunoda seguirà el 2023 i el 7 d'octubre, la vigília del GP del Japó, el pilot neerlandès i campió de Fórmula E el 2020-21 Nyck de Vries està confirmat per a la propera temporada, en substitució de Pierre Gasly.

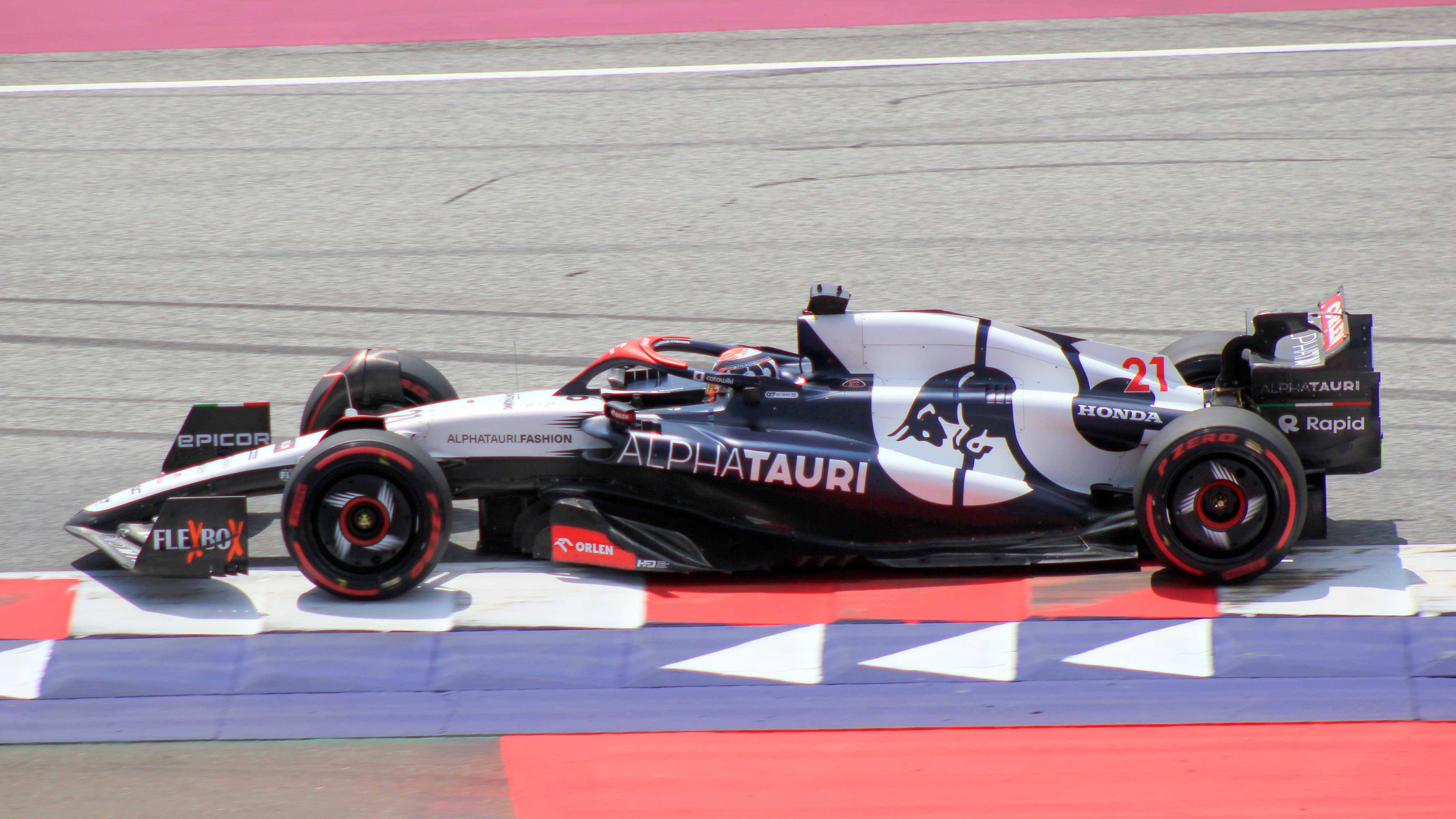
Nyck de Vries pilotant l'AT04 al GP d'Àustria de 2023.

Al gener de 2023, l'equip signa un contracte amb PKN Orlen, una companyia petroliera polonesa, afegint el color vermell del patrocini a la lliurea del cotxe, presentat el 12 de febrer. La primera meitat de la temporada mostra un mal rendiment respecte al 2022, i en les deu primeres curses, l'equip aconsegueix dos 10è llocs, tots dos amb Tsunoda a Austràlia i Azerbaidjan, mentre que l'holandès no aconsegueix evolucionar en rendiment i el 10 de juliol, després del GP d'Anglaterra, s'anuncia la seva sortida de l'equip i l'australià Daniel Ricciardo, el substitueix al GP d'Hongria per córrer la resta de la temporada, fent que l'australià torni a Faenza després de 10 anys, quan va córrer per al Toro Rosso el 2012 i el 2013, abans de passar a Red Bull. A Bèlgica, Tsunoda va obtenir la desena posició, tornant als punts després de 7 curses.
La segona part de l'equip va començar amb ensurt. En els entrenaments lliures del GP d'Holanda, Ricciardo xoca el cotxe a la volta 3 i es fractura el canell esquerre, impedint-li córrer al gran premi. El neozelandès Liam Lawson, pilot de proves de l'equip, el substitueix, debutant a la Fórmula 1. I amb la lesió, l'australià es va quedar fora de les cinc curses i Lawson, durant aquest temps, va mostrar una bona impressió, sobretot a Singapur, arribant novè i marcant punts per primer cop. Als EUA, Tsunoda va fer la seva millor cursa de la temporada, arribant desè i marcant la seva primera volta més ràpida de la categoria, però amb la desqualificació de dos pilots al podi a causa del desnivell de la carretera, va pujar fins a la vuitena posició. I a Mèxic, Ricciardo, ja recuperat del canell, sorprèn en quedar quart en la classificació i a la cursa, arriba en setena posició.
El juny de 2023, el consultor de Red Bull Helmut Marko anuncia que es produiran canvis profunds en l'estructura de l'equip de Faenza el 2024, Franz Tost, cap de l'equip, deixarà el càrrec que ocupa des del 2006, des de la primera temporada de Toro Rosso, i Laurent Mekies, director esportiu de Ferrari, el substituirà. Peter Bayer, secretari general de la FIA, ocuparà un paper de lideratge. Marko també ha afegit que l'equip comptarà amb nous patrocinis i es rebatejarà l'any vinent, posant fi a un cicle de quatre anys.

## Pilots

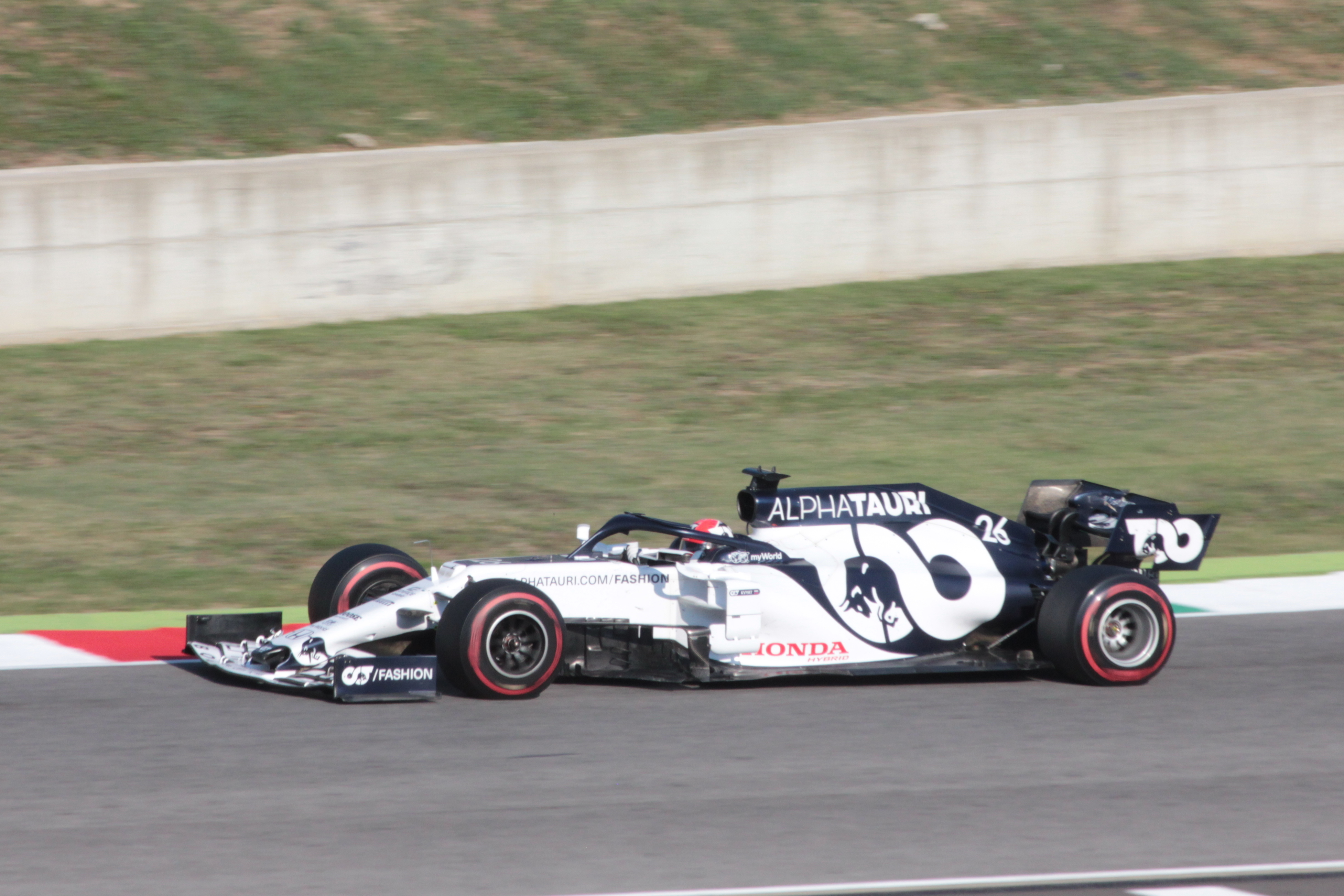
Daniil Kvïat amb el AT01 al GP de Toscana del 2020.

| Pilots actuals: - Yuki Tsunoda - Daniel Ricciardo Pilots anteriors: - Daniil Kvyat (2020) - Pierre Gasly (2020-2022) - Nyck de Vries (2023) - Liam Lawson (2023) |  | Pilots de Proves: - Sérgio Sette Câmara (2020) - Juri Vips (2020, 2022) - Alex Albon (2021) - Liam Lawson (2022-) - Dennis Hauger (2023-) - Zane Maloney (2023-) - Isack Hadjar (2023-) |

## Resultats dels pilots
| Pilots            | Carreres | Victories | Pòdiums | V. Rápides | Punts |
| ----------------- | -------- | --------- | ------- | ---------- | ----- |
| Pierre Gasly      | 61       | 1         | 2       | 1          | 208   |
| Daniil Kvyat      | 17       |           | 0       |            | 52    |
| Yuki Tsunoda*     | 52       |           | 0       | 1          | 45    |
| Nyck de Vries     | 10       |           | 0       |            | 0     |
| Daniel Ricciardo* | 4        |           | 0       |            | 6     |
| Liam Lawson       | 5        |           | 0       |            | 2     |

## Resultats
| Any  | Nom                 | Cotxe           | Motor             | Pneumàtics | Combustible | No.            | Conductors                                              | Punts   | WCC     |
| ---- | ------------------- | --------------- | ----------------- | ---------- | ----------- | -------------- | ------------------------------------------------------- | ------- | ------- |
| 2020 | Scuderia AlphaTauri | AlphaTauri AT01 | Honda RA620H      | P          |             | 10. 26.        | Pierre Gasly Daniïl Kviat                               | 107     | 7è      |
| 2021 | Scuderia AlphaTauri | AlphaTauri AT02 | Honda RA621H      | P          |             | 10. 22.        | Pierre Gasly Yuki Tsunoda                               | 142     | 6è      |
| 2022 | Scuderia AlphaTauri | AlphaTauri AT03 | Red Bull RBPTH001 | P          |             | 10. 22.        | Pierre Gasly Yuki Tsunoda                               | 35      | 9è      |
| 2023 | Scuderia AlphaTauri | AlphaTauri AT04 | Red Bull RBPTH001 | P          | Orlen       | 3. 21. 22. 40. | Daniel Ricciardo Nyck de Vries Yuki Tsunoda Liam Lawson | En curs | En curs |

## Galeria d'imatges

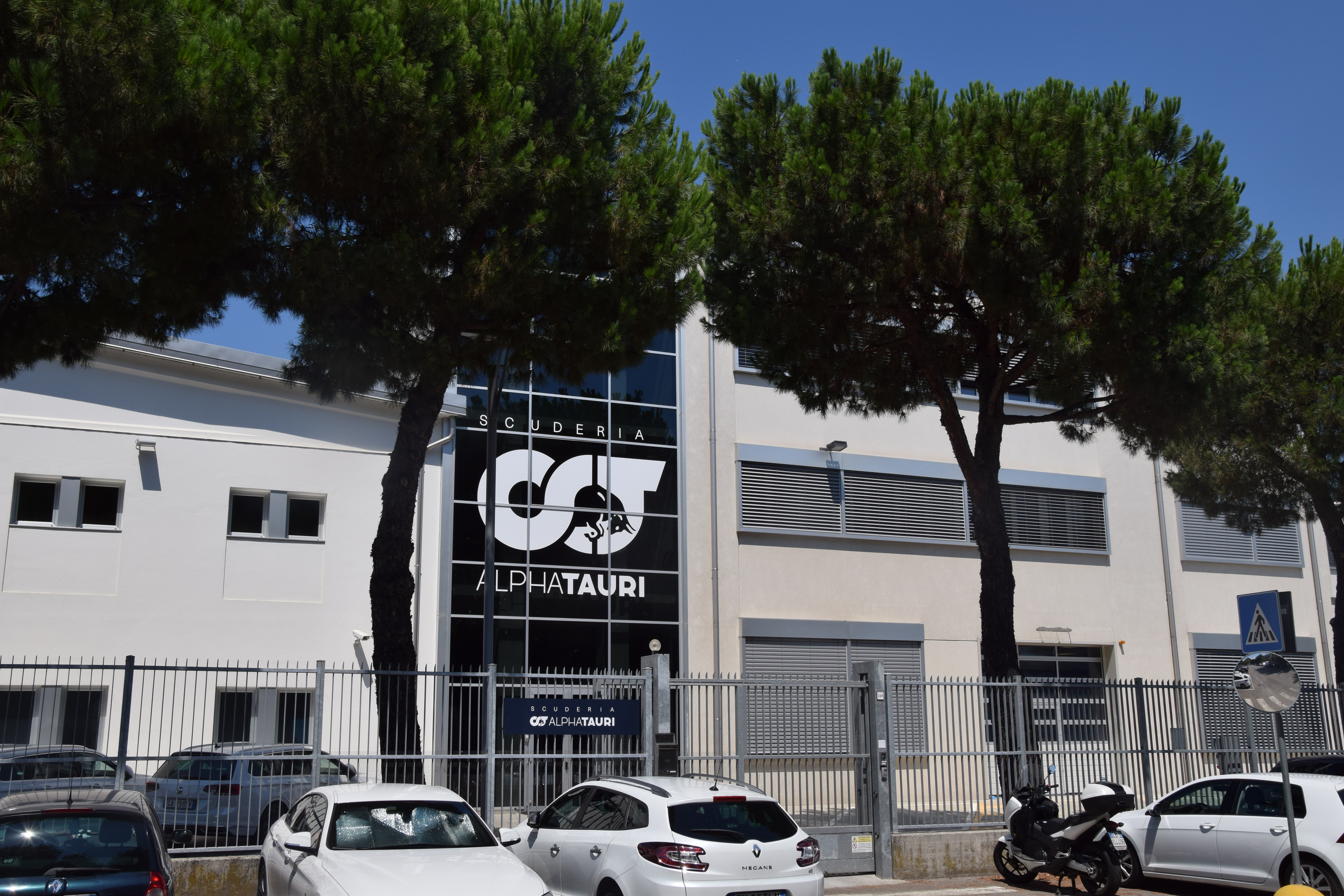
Seu de la Scuderia a Faenza (2020).
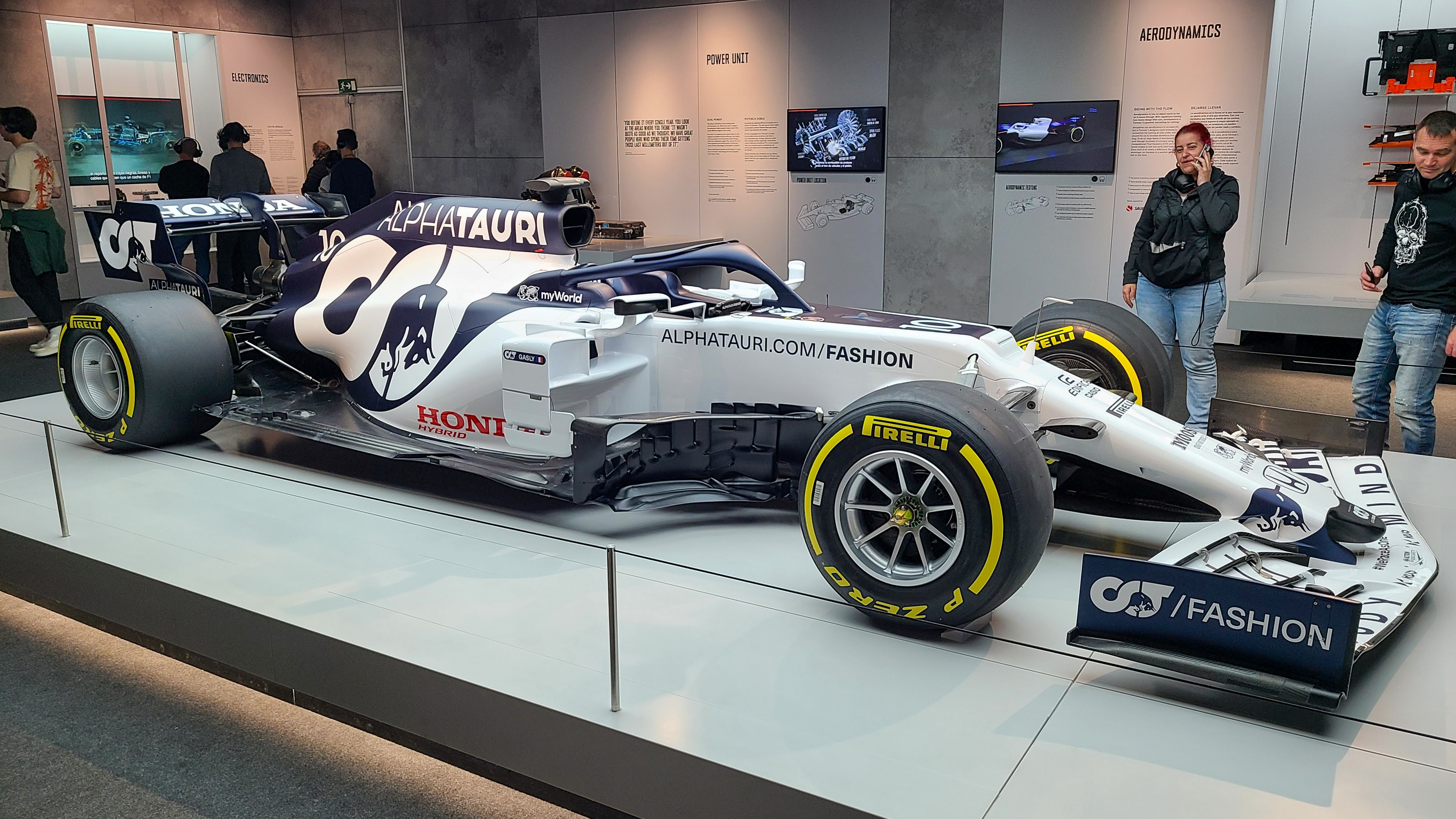
El AT01 de Pierre Gasly a la exposició de Madrid (2023).
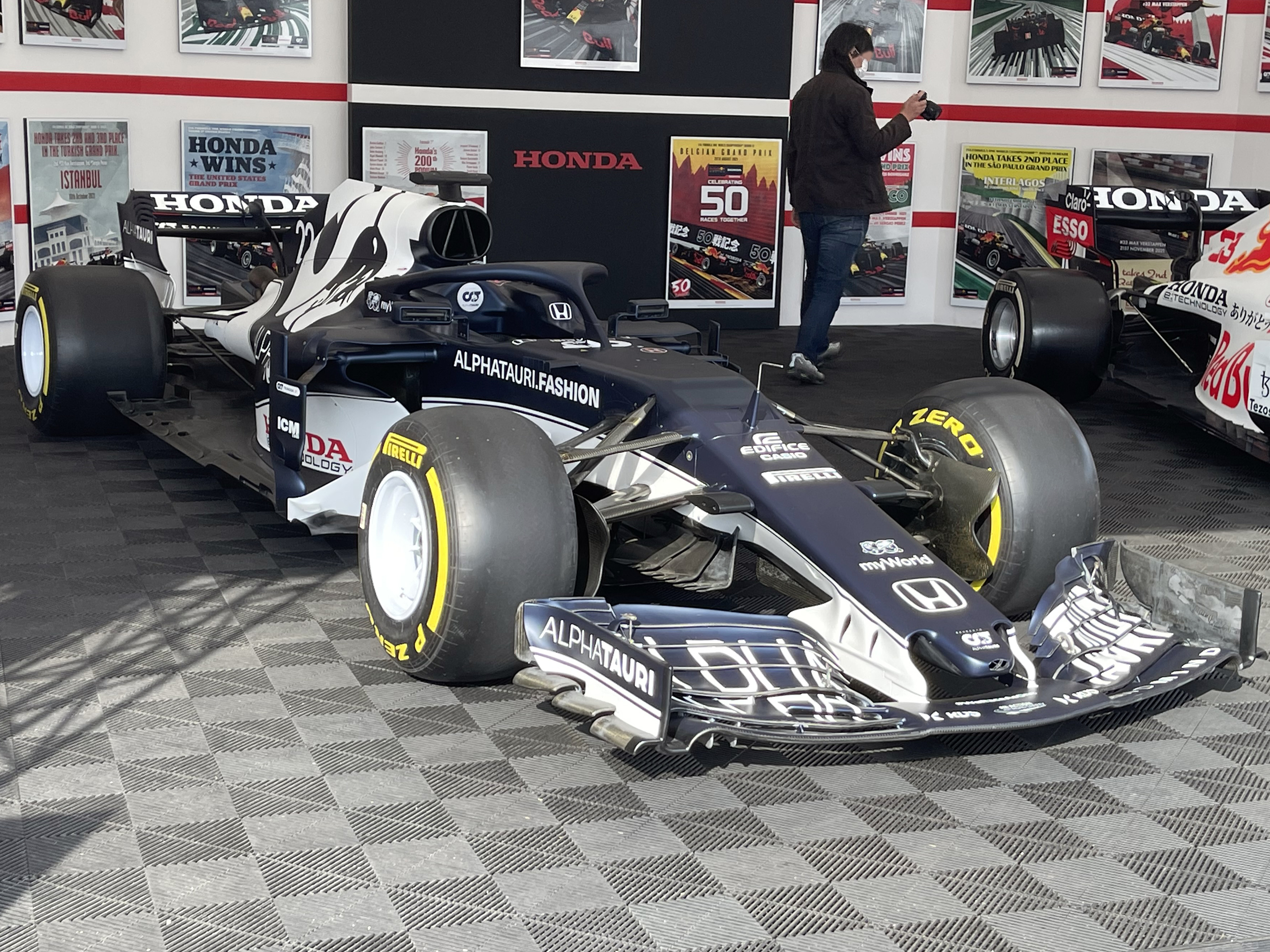
L'AlphaTauri AT02 de Yuki Tsunoda en una exposició al Japó (2022).
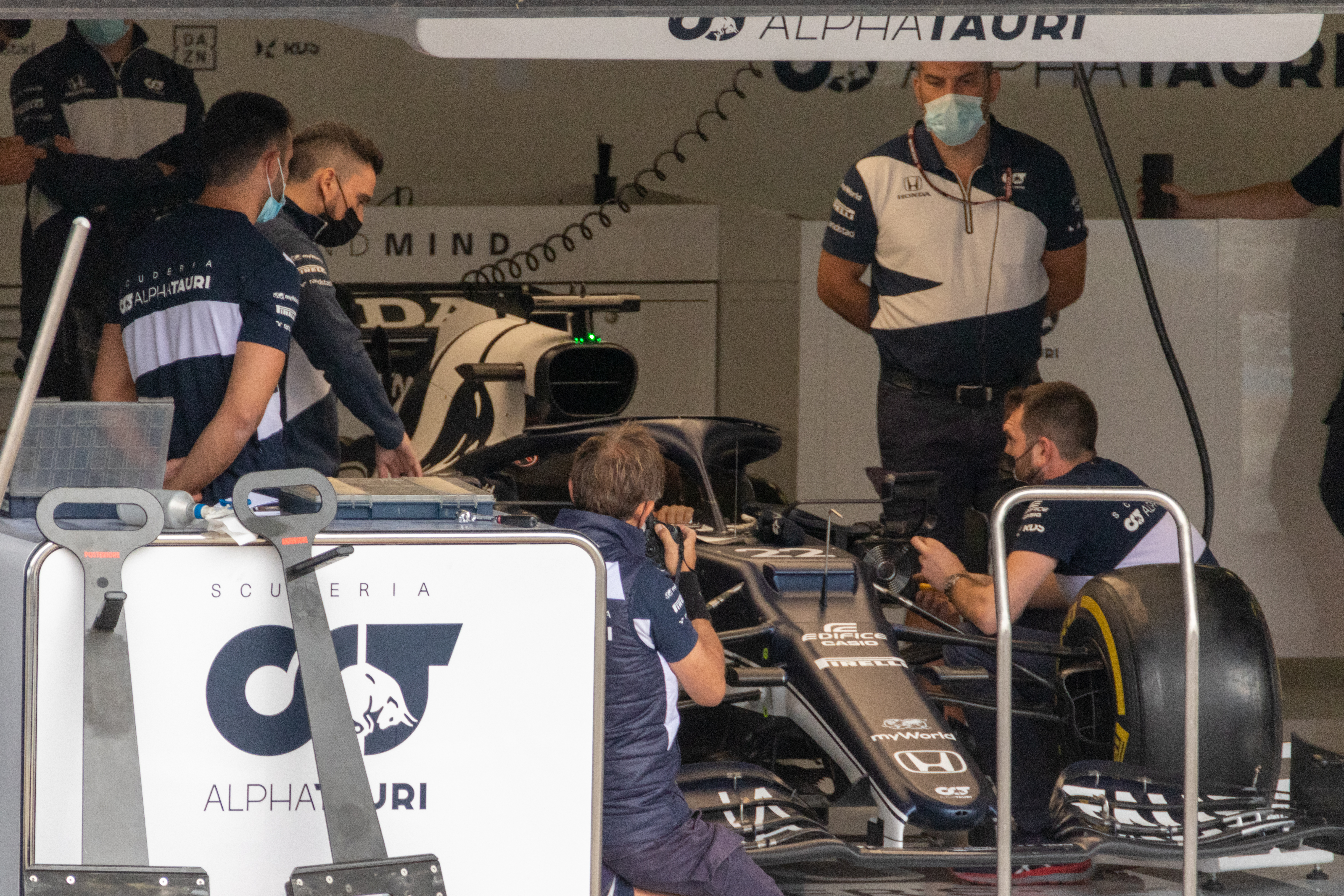
Mecànics arreglant l'AT02 abans del GP de Gran Bretanya del 2021.
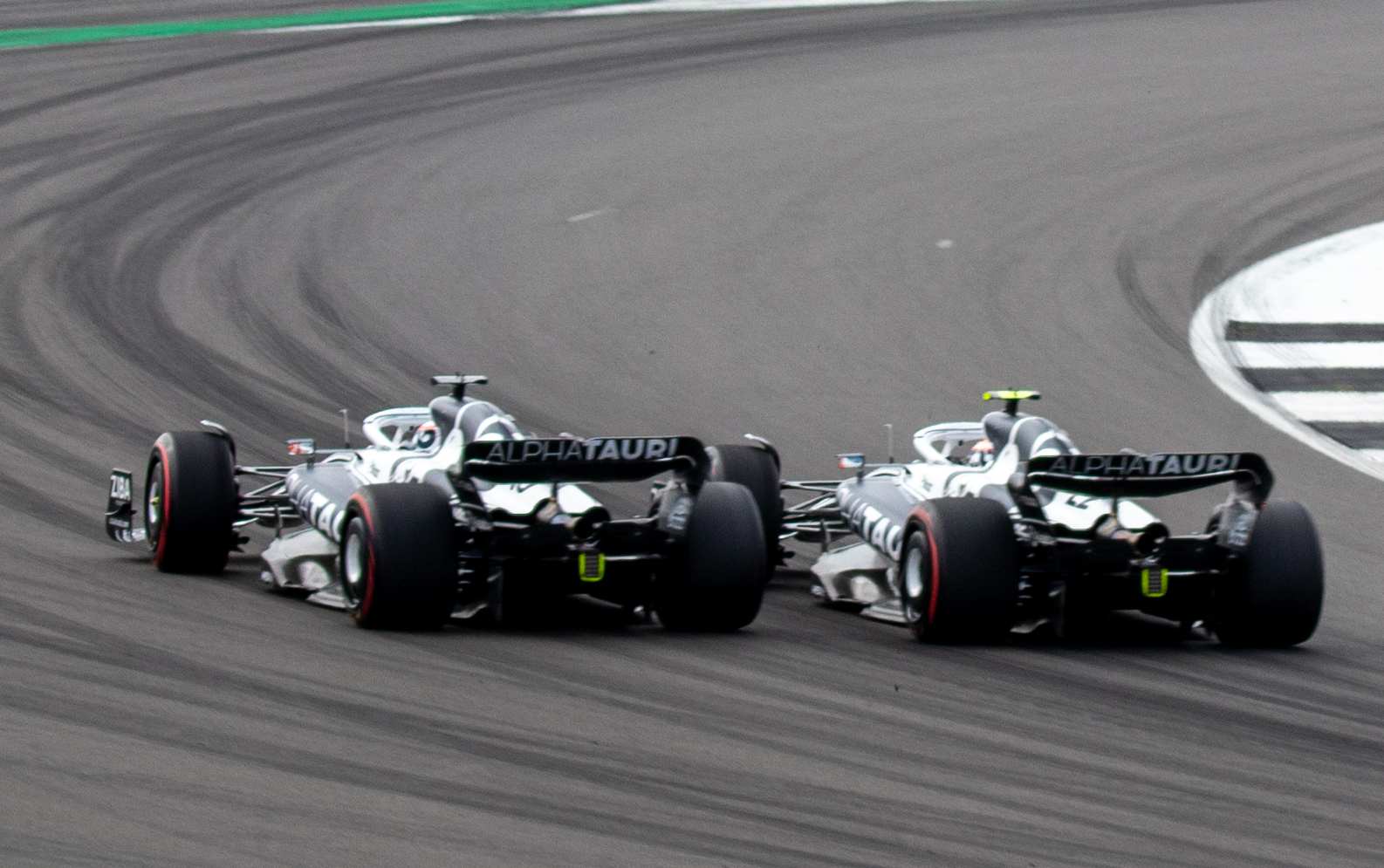
Gasly i Tsunoda disputant la posició al GP Britànic de 2022.
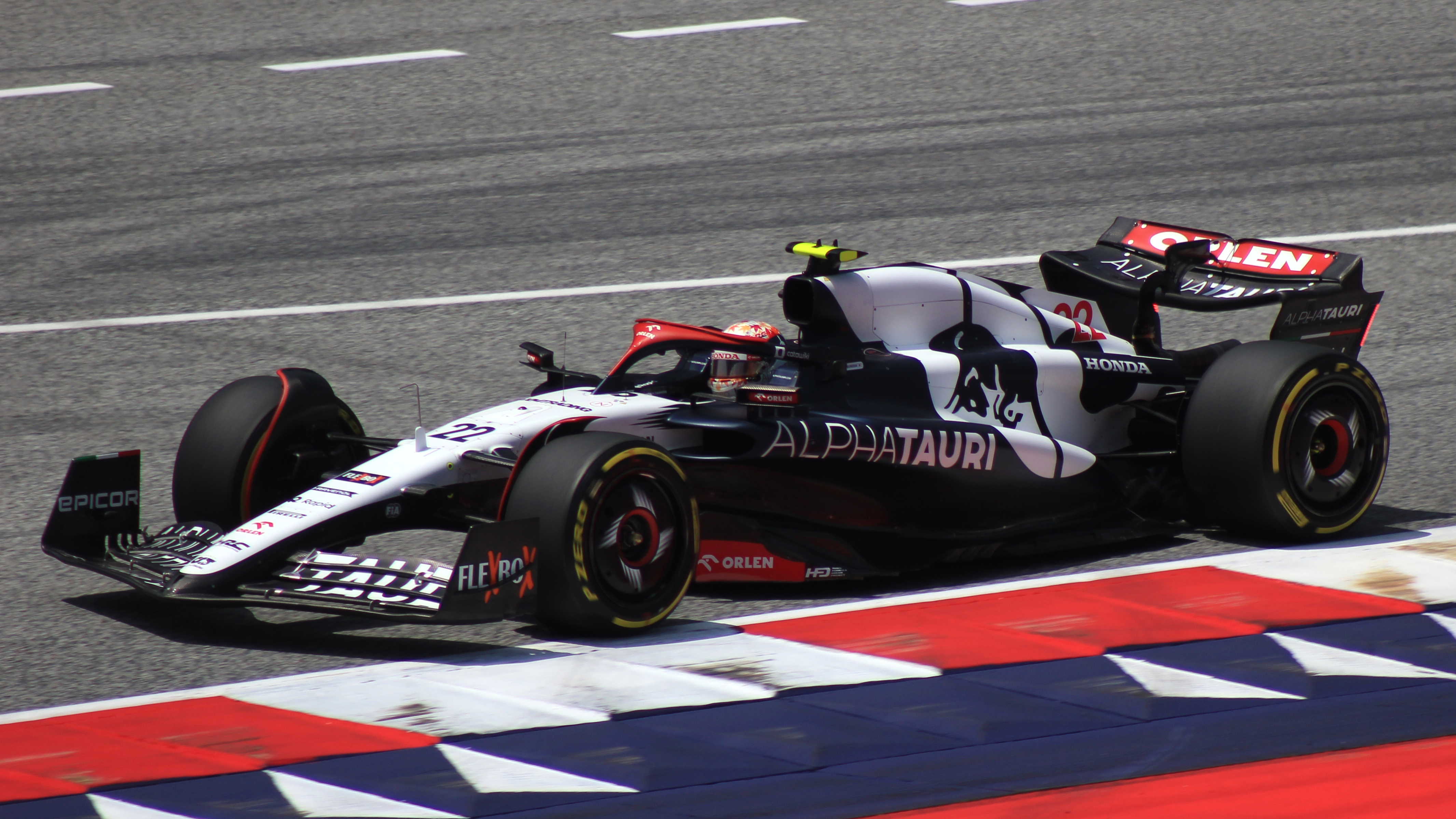
Tsunoda amb el AT04 al Red Bull-Ring (2023).